# Phoracantha gracilis
Phoracantha gracilis là một loài bọ cánh cứng trong họ Cerambycidae.